# 下施塔特费尔德
下施塔特费尔德是德国莱茵兰-普法尔茨州的一个市镇。总面积9.13平方公里，总人口451人，其中男性225人，女性226人（2011年12月31日），人口密度49人/平方公里。